# Gert de Groot (politicus)
G.C. (Gert) de Groot (Alblasserdam, 1942) is een Nederlands politicus van de CHU en later het CDA.
Hij was van 1959 tot 1975 werkzaam bij L. Smit & Zn Scheeps- en Werktuigbouw. Vervolgens werkte hij voor de CHU Tweede Kamerleden Kruisinga, Tilanus en Wisselink en uiteindelijk voor de CDA-fractie van de Tweede Kamer. De Groot is ook landelijk secretaris van de CHU geweest. Hij was dan ook, al dan niet indirect, nauw betrokken bij de fusieproces van de KVP, CHU en ARP dat leidde tot de vorming van het CDA. Verder was De Groot in de gemeenteraad van Alblasserdam fractievoorzitter en later was hij daar wethouder. In 1989 werd hij de burgemeester van Hooge en Lage Zwaluwe en in 1995 volgde zijn benoeming tot burgemeester van Kapelle. In 2002 koos De Groot vanwege gezondheidsredenen ervoor om vervroegd met pensioen te gaan.